# Nuevo Mundo, Mundos Nuevos
 (mai 2015).
Si vous disposez d'ouvrages ou d'articles de référence ou si vous connaissez des sites web de qualité traitant du thème abordé ici, merci de compléter l'article en donnant les références utiles à sa vérifiabilité et en les liant à la section « Notes et références ».
Nuevo Mundo, Mundos Nuevos est une revue d’histoire et de sciences sociales qui privilégie le comparatisme et les regards croisés sur l’ensemble des Amériques, dans la longue durée. Les thématiques abordées sont : les relations, dès l’époque moderne, entre métissages et mondialisation, l’histoire coloniale/moderne, les migrations, l’histoire politique et le rôle de l’État, l’histoire des représentations et des sensibilités, les transferts culturels et la circulation des savoirs, l’anthropologie des sociétés contemporaines. Initialement publiée depuis le Centre de recherche sur les mondes américains (Cerma - EHESS), la revue est aujourd’hui soutenue par l'unité mixte de recherches Mondes Américains (UMR 8168 - CNRS / EHESS).
La revue est ouverte aux articles inédits de chercheurs américanistes et, grâce à la fréquence de ses actualisations, elle suit en temps réel l’actualité de la production scientifique, en particulier dans sa rubrique de comptes-rendus et essais historiographiques, alimentée en continu et dans le blog d’histoire des Amériques Nuevo Mundo Radar.
Elle accueille également nombre de matériaux utiles à la constitution du patrimoine scientifique américaniste et s'inscrit dans le cadre des digital humanities. Nuevo Mundo, Mundos Nuevos est publiée en quatre langues: espagnol, français, portugais et anglais.
Consulter les sommaires publiés en 2013.